# Dolmen Pierre couverte von Bué
Der Dolmen Pierre couverte von Bué (auch Dolmen de la Pierre Folle genannt) liegt in einem Waldstück im Weiler Bué, südöstlich von Bagneux in der Nähe des Flusses Fouzon bei Romorantin-Lanthenay im Département Indre in Frankreich. Dolmen ist in Frankreich der Oberbegriff für neolithische Megalithanlagen aller Art (siehe: Französische Nomenklatur).
Der große Deckstein von etwa 4,7 × 3,0 m liegt schräg auf einer Kammer von 4,0 × 2,5 m. Sie hat sechs Tragsteine und einen Endstein in verschiedenen Schräglagen und einen unter der Deckenplatte liegenden Stein. Ein weiterer Stein steht hinter dem Endstein. Der Deckstein liegt etwa 1,5 Meter über dem Boden.
Der Dolmen ist seit 2000 als Monument historique eingestuft.
In der Nähe stehen die Menhire von Tréfoux.